# Luchthaven Assiut
Luchthaven Assiut (IATA: ATZ, ICAO: HEAT) is een luchthaven in Assioet, Egypte.
In 2007 bediende de luchthaven 132.688 passagiers (groei van 44,3% ten opzichte van 2006).

## Luchtvaartmaatschappijen en Bestemmingen
- Air Arabia - Sharjah
- AlMasria Universal Airlines - Koeweit, Djedda
- EgyptAir - Cairo, Koeweit
- Flydubai - Dubai
- Jazeera Airways - Koeweit
- Nas Air - Djedda, Riyad